# Retablo de los santos segovianos
El retablo de los santos segovianos está ubicado en el trascoro de la catedral de Santa María de la ciudad de Segovia. Es una obra de estilo neoclásico, fue realizado en mármoles de varios colores y mármol en 1784 por el arquitecto español Ventura Rodríguez (1717-1785) y custodia las reliquias de san Frutos, san Valentín y santa Engracia, hermanos y santos segovianos.

## Historia y descripción
Este retablo fue encargado en principio para la capilla del Palacio Real de Riofrío, donde estuvo colocado varios años, pero tras quedarse deshabitado el palacio, el Obispo de Segovia solicitó a Carlos III de España que fuese trasladado a la catedral de Segovia, con el fin de que albergase las reliquias que ésta conservaba de los tres santos hermanos segovianos.
La traza del retablo fue realizada por Ventura Rodríguez, arquitecto español al servicio de la casa real, y las estatuas de San Felipe y Santa Isabel situadas en los laterales fueron ejecutadas también en mármol por los escultores franceses Humbert Dumandré y Juan Tierri, en memoria de los reyes Felipe V de España e Isabel de Farnesio. La hornacina central custodia una caja de bronce y plata en la que se encuentran las reliquias de san Frutos, patrón de la Diócesis de Segovia, y las de sus hermanos san Valentín y santa Engracia.